# Iglesia de Nuestra Señora de la Consolación (São Paulo)
La Iglesia de Nuestra Señora de la Consolación y San Juan Bautista (en portugués: Igreja da Nossa Senhora da Consolação e São João Batista) es una iglesia católica ubicada en el distrito de Consolação en la ciudad de Sao Paulo, Brasil. El templo actual fue construido entre 1909 y 1959 según el proyecto del ingeniero alemán Maximilian Emil Hehl en el mismo lugar de la antigua iglesia construida en 1799 y modificada a lo largo del siglo XIX.
Además de las tareas religiosas, la Hermandad de la Consolación, creada en la parroquia, fue responsable del cuidado de los enfermos de la capital. Alojó en su edificación reuniones de militantes contra la dictadura y acogió a los familiares de desaparecidos políticos así como también sirvió como refugio durante las violentas redadas policiales.
El interior de la iglesia contiene vidrieras de plomo y cristal, iluminadas por una araña central de cinco metros de diámetro, de hierro batido.

## Historia
La iglesia se formó entre el 1 y 2 de septiembre de 1798 y se terminó de construir en 1799 en el antiguo camino a Pinheiros, hoy rua da Consolação, con ayuda de limosnas de los devotos a la Virgen de la Consolación y con el aval del obispo diocesano Mateus de Abreu Pereira  consiguieron dar inicio a su construcción, con la técnica de barro armado bastante común en la época. El registro más antiguo de su construcción es un documento transcrito por Jacinto Ribeiro, en que atribuye la idea del templo al fiel Luiz da Silva y sus hermanos. Existe otro documento que comprueba la existencia de la iglesia: el día 23 de noviembre de 1803 se registró un oficio que señalaba la necesidad de agua potable para los habitantes del barrio "Nuestra Señora de la Consolación" que estaba ubicado en una zona pantanosa y llena de baches. Teniendo a vista la costumbre de entonces de bautizar el barrio con nombres religiosos, principalmente relacionados con los templos, la iglesia no sólo ya existía sino que correspondía a una pieza importante para el funcionamiento de la zona. Y, en el año de 1810, un plano de la ciudad de Sao Paulo ya mostraba al templo.
Mientras que la mayoría de las iglesias pequeñas en esa época estaban subordinadas a la Catedral de Sé, la de Nuestra Señora de la Consolación estaba subordinada a la Iglesia de Santa Ifigenia. En la segunda mitad del siglo XIX la zona circundante al templo ya contaba con 3,577 habitantes lo que marcaba una creciente importancia del mismo en términos poblacionales. En 1840, la iglesia fue modificada por primera vez desde su construcción original. Las reformas buscaron ampliar el espacio para acomodar a sus devotos. El templo tuvo cinco ventanas, dos torres, una puerta principal y dos laterales, dos entradas por los costados y largas escaleras de acceso a una fachada completamente nueva de estilo colonial.
En esa época, la imagen esculpida en madera de la patrona Nuestra Señora de la Consolación fue transferida para el templo del Patio del Colegio El origen de esa escultura es desconocido. La versión más aceptada es la historia de un padre agustino que estaba de viaje para Sorocaba y paró en la capilla para celebrar misa, dejando la imagen sobre el altar para mostrar su devoción. Hoy la imagen se encuentra en el Museo de Arte Sacro de São Paulo.
Luego fue fundada la Hermandad de Nuestra Señora de la Consolación y San Juan Bautista para cuidar del culto del templo y de los enfermos de la capital. La Hermandad de la Consolación durante esos 200 años de actuación en el barrio además del amparo espiritual de sus fieles, actuó junto a la comunidad recibiendo en su edificación a personas de la zona en situaciones de dificultad. Durante las epidemias de la enfermedad de Hansen y de cólera, la Hermandad alojó y trató a las víctimas en 30 camas improvisadas en el patio de la iglesia. En poco tiempo la iglesia de la Consolación logró que sus actividades fueran reconocidas por la Santa Casa de Misericórdia, y se ganó el derecho de tratar a los desahuciados en sus instalaciones.
A partir del episodio de las epidemias, la Cámara Municipal retomó el debate sobre la construcción de un cementerio público, el Cementerio de la Consolación. La medida se tomó para evitar el entierro de cadáveres en el interior de las iglesias como era costumbre en esa época. La práctica que ya era criticada por los higienistas desde finales del siglo XVIII, se intensificó luego de la difusión de enfermedades en el comienzo del siglo.
Debido a la performance de la iglesia en el cuidado de los enfermos, fue elevada a condición de "Parroquia" y pasó a ser a ser matriz con poder sobre otras capillas de la ciudad, como las iglesias de Santa Cruz das Perdizes, de Santa Cecília, del Divino Espírito Santo, en Bela Vista, y de Nossa Senhora do Monte Serrat, en Pinheiros.
En la década de 1870, la alguna vez zona pantanosa de Consolação pasó a ser un distrito aborizado y rodeado de mansiones de la élite paulistana. En ese periodo la ciudad pasaba por una intensificación urbanística que afectó bastante el movimiento de la iglesia. En 1891, la Avenida Paulista se consolida y aumenta la importancia de la zona que ahora estaba en la parte central de la ciudad. Calles, avenidas, alamedas y plazas comenzaron a ser construidas para establecer barrios de clase alta como Higienópolis y Pacaembu. El escenario de edificaciones inspiradas en la estética europea, junto al deseo de renovación y progreso inserto en un contexto de urbanización de la ciudad hizo que la iglesia, construida de barro armado, quedara obsoleta. Así, se la demolió en 1907 para dar espacio a una nueva construcción. Otro motivo para la nueva iglesia era para que pueda recibir más fieles. El terreno alrededor pertenecía a Veridiana da Silva Prado y fue comprado. Tenía 35 metros de frente por 32 de fondo. Cada lado medía 42 y 50 metros respectivamente.

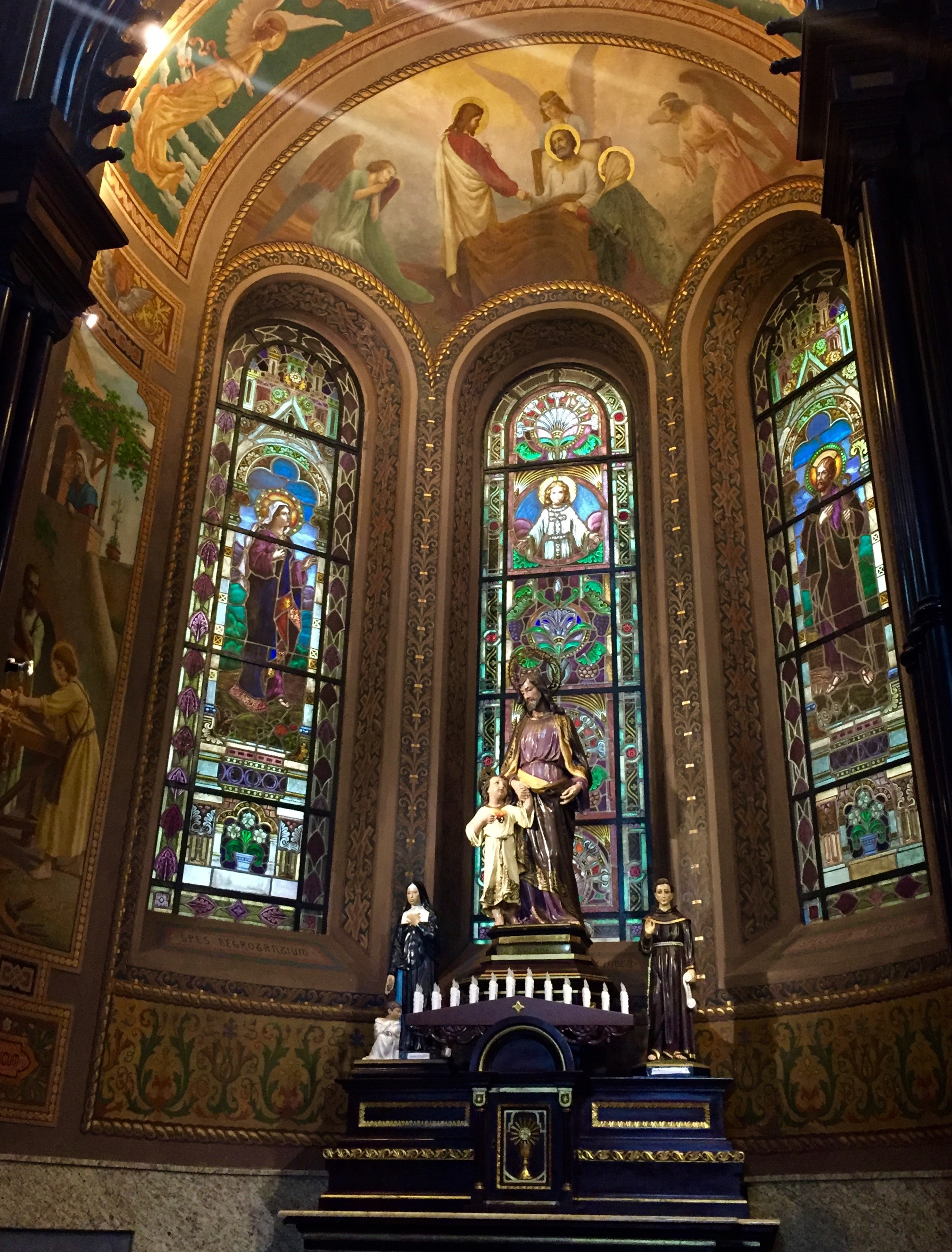
Altar a San José, decorado con vitrales que muestran pasajes de la Biblia.

El nuevo proyecto fue realizado por el ingeniero alemán Maximilian Emil Hehl en 1909. La iglesia demoró décadas en ser construida. Sólo la torre se finalizó en 1959 porque el estado de São Paulo pasaba por una gran crisis financiera, principalmente debido al declive de la economía cafetera y la élite paulista dejó de hacer donaciones para obras de caridad. La dificultad económica se reflejó en el funcionamiento de la iglesia mientras estaba en construcción. Monseñor Francisco Bastos asumió el comando de la iglesia después de que varios sacerdotes hubieran desistido, y se dedicó a dinamizar la vida religiosa y espiritual de la parroquia para a partir de esa espiritualidad conseguir dinero para su finalización. Cuando asumió la parroquia, en 1922, Monseñor Bastos la encontró «apenas con el tejado, sin paredes, el piso de ladrillo y una deuda considerable».

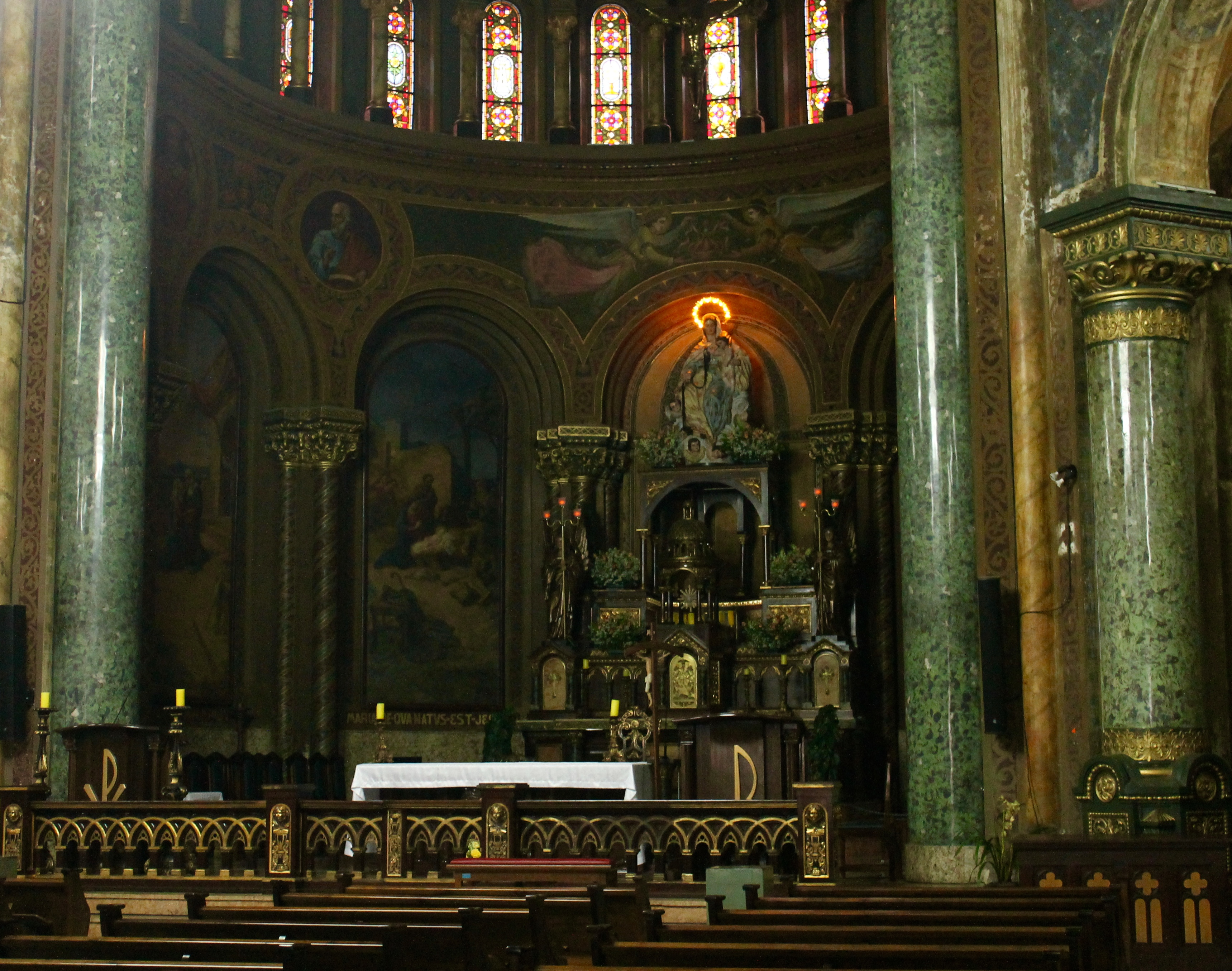
El altar mayor de la iglesia, que un día tuvo la escultura de Nuestra Señora de la Consolación.